# Emanuel Wulfshein
Emanuel Gustav Wulfshein (* 25. Juli 1807 in Berlin; † 30. März 1880 ebenda) war Beamter, Oberbürgermeister von Trier und Mitglied des Deutschen Reichstags.

## Leben
Wulfshein studierte Rechtswissenschaften an den Universitäten Berlin und Heidelberg. 1838 wurde er Regierungsassessor beim Kollegium der General-Kommission in Berlin, von 1840 ab war er sechs Jahre als Specialcommissarius derselben in Neuruppin. 1846 wurde er zum Regierungsrat ernannt und Mitglied der Regierung zu Trier. 1848 übernahm er dort kommissarisch zuerst die Verwaltung des Landkreises Trier, dann das Amt als Oberbürgermeister der Stadt und als Landrat des Stadtkreises. 1849 wurde er zur Regierung in Gumbinnen und 1850 als Ministerial-Kommissarius für die Deichregulierung in Niederschlesien nach Glogau versetzt. 1851 folgte die Versetzung an die Regierung in Münster und 1856 als Preußischer Commissarius zur Verwaltung der Jadeangelegenheit nach Oldenburg. 1858 wurde er zum Geheimen Regierungsrat befördert. 1859 wurde er als Direktor der Verwaltungsabteilung in der Marineverwaltung in Berlin berufen. Ab 1861 war er vortragender Rat im Ministerium des Innern und 1868 wurde er zum Geheimen Oberregierungsrat ernannt. Am 1. Dezember 1873 trat er in den Ruhestand. In den Jahren 1849 und 1850 war er  Mitglied der nach dem interimistischen Wahlgesetz vom 6. Dezember 1848 gewählten I. Kammer für den II. Trierschen Wahlbezirk (Saarbrücken etc.) und von 1873 bis zu seinem Tode war er Mitglied des Preußischen Abgeordnetenhauses. Außerdem war er Mitglied der Stadtverordnetenversammlung in Berlin und Stadtverordnetenvorsteher in Charlottenburg, wo auch eine Straße nach ihm benannt ist.
Von 1874 bis zu seinem Tode war er Mitglied des Deutschen Reichstages erst für die Nationalliberale Partei und dann als Hospitant der Deutschen Fortschrittspartei und den Wahlkreis Potsdam 7 (Potsdam, Osthavelland).